# Aerolink Uganda
Az Aerolink Uganda egy ugandai légitársaság, amelynek a székhelye Entebbében található. A légitársaság turistákat szállít Uganda nemzeti parkjaiba. A cég székhelye az Entebbei nemzetközi repülőtéren található.

## Áttekintés
Az Aerolink Ugandát, amelynek az anyavállalata az Airkenya Express, 2012-ben alapították. A légitársaság főleg turistákat szállít Entebbe és Uganda nemzeti parkjai között. A vállalat naponta indít járatokat olyan repülőterekre, mint a Kiszoroi repülőtér, a Kaszeszei repülőtér, a Kihihi-i repülőtér és a Mweyai repülőtér. Minden héten három napon pedig járatokat indítanak a Murchison Falls nemzeti parkba és a Kidepo nemzeti parkba. Az úticéljaik között még a Nílus forrása, Jinja is ott van.

## Célállomások
A légitársaság az Entebbei nemzetközi repülőtérről üzemeltet járatokat kelet-afrikai célállomásokra. Az alábbiakban az Aerolink Uganda által 2020-ban kiszolgált célállomások listáját találja:

## Flotta
2020-ban az Aerolink Uganda a következő repülőgépeket üzemeltette: